# Gle Tuan Cotcako
Gle Tuan Cotcako är en kulle i Indonesien.   Den ligger i provinsen Aceh, i den västra delen av landet, 1 800 km nordväst om huvudstaden Jakarta. Toppen på Gle Tuan Cotcako är 225 meter över havet, eller 125 meter över den omgivande terrängen. Bredden vid basen är 1,8 km.
Terrängen runt Gle Tuan Cotcako är varierad. En vik av havet är nära Gle Tuan Cotcako norrut.Runt Gle Tuan Cotcako är det ganska tätbefolkat, med 179 invånare per kvadratkilometer. Närmaste större samhälle är Banda Aceh, 6,5 km nordost om Gle Tuan Cotcako. Trakten runt Gle Tuan Cotcako består till största delen av jordbruksmark.